# Chromaspirina cobbi
Chromaspirina cobbi är en rundmaskart som först beskrevs av Benjamin G. Chitwood 1938.  Chromaspirina cobbi ingår i släktet Chromaspirina och familjen Desmodoridae. Inga underarter finns listade i Catalogue of Life.